# ピアノソナタ第9番 (プロコフィエフ)
ピアノソナタ第9番ハ長調作品103は、セルゲイ・プロコフィエフが最後に作曲に着手し、完成に至ったピアノソナタ。1947年に書かれた。プロコフィエフはその後、第5番の改訂を行い、第10番ホ短調作品137の作曲に着手したが、後者は未完に終わった。
作品はスヴャトスラフ・リヒテルに献呈され、1951年4月23日にモスクワでリヒテルによって初演された。
プロコフィエフは晩年に音の簡素化に着実に向かっていくが、この曲も非常に装飾の少ない簡素な曲になっており、「戦争ソナタ」などに見られたような複雑な対位法や技巧的なパッセージはほとんど見られない。

## 楽曲構成
4楽章からなり、演奏時間は約22分である。
- 第1楽章　アレグレット　ハ長調　2分の3拍子　ソナタ形式
- 第2楽章　アレグロ・ストレピトーソ　ト長調　8分の12拍子　ソナタ形式
- 第3楽章　アンダンテ・トランクイロ　変イ長調　4分の4拍子
- 第4楽章　アレグロ・コン・ブリオ・マ・ノン・トロッポ　ハ長調　4分の4拍子